# Municipio de Farmers
El municipio de Farmers (en inglés: Farmers Township) es un municipio ubicado en el condado de Fulton en el estado estadounidense de Illinois. En el año 2010 tenía una población de 397 habitantes y una densidad poblacional de 4,25 personas por km².

## Geografía
El municipio de Farmers se encuentra ubicado en las coordenadas 40°24′34″N 90°23′46″O / 40.40944, -90.39611. Según la Oficina del Censo de los Estados Unidos, el municipio tiene una superficie total de 93.42 km², de la cual 93,28 km² corresponden a tierra firme y (0,15 %) 0,14 km² es agua.

## Demografía
Según el censo de 2010, había 397 personas residiendo en el municipio de Farmers. La densidad de población era de 4,25 hab./km². De los 397 habitantes, el municipio de Farmers estaba compuesto por el 98,24 % blancos, el 0,25 % eran asiáticos y el 1,51 % eran de una mezcla de razas. Del total de la población el 0,25 % eran hispanos o latinos de cualquier raza.